# Lovrenc Kragulj
Lovrenc Kragulj, slovenski kmečki upornik, * (?), † 20. april 1714, Gorica.
Kragulj je bil leta 1713 eden od 11-tih voditeljev tolminskega kmečkega upora. Po nekaterih virih je bil doma iz Modrejc. Njegovo ime se poleg Pavla Kragulja pojavlja na tiralici cesarske komisije, ki je iskala uporne voditelje. Skupaj z Ivanom Miklavčičem (Ivan Gradnik), Martinom Munihom in Gregorjem Kobalom je bil 17. aprila 1714 obsojen na smrt. Vsi štirje so bili obglavljeni in razkosani na štiri dele 20. aprila 1714 na goriškem Travniku. V literaturi se Kraguljev priimek omenja tudi kot Kragelj.